# Actinolite
L'actinolite (simbolo IMA: Act) è un minerale comune del supergruppo dell'anfibolo, all'interno del quale viene collocato nel "gruppo degli anfiboli con W(OH,F,Cl)-dominante" e da lì al sottogruppo degli anfiboli di calcio dove occupa un posto nel "gruppo contenente la radice actinolite nel nome"; essendo un anfibolo, appartiene agli inosilicati e pertanto alla famiglia minerale dei "silicati", e possiede composizione chimica ☐Ca2(Mg4,5-2,5Fe2+0,5-2,5)Si8O22(OH)2.
L'actinolite è il termine intermedio tra la tremolite (ricca di magnesio) e la ferro-actinolite (ricca di ferro), è definito come il membro con l'intervallo di composizione che va da ☐Ca2(Mg<4,5Fe2+>0,5)Si8O22(OH)2 a ☐Ca2(Mg2,5Fe2+2,5)Si8O22(OH)2. Solitamente le specie di minerali vengono definite con il limite del 50% di un elemento nella composizione chimica, ma in questo caso è stata fatta un'eccezione per distinguere l'actinolite di colore verde dalla tremolite incolore, visto l'uso dei termini sia in ambito petrologico che medico/legale.
L'actinolite è una delle sei specie di minerali classificate come "asbesto" (amianto); pertanto nella forma fibrosa può rappresentare un pericolo per l'uomo in quanto le minuscole fibre che possono derivare sono cancerogene.

## Etimologia e storia
Il nome, attribuito da Richard Kirwan nel 1789 come "actynolite", deriva dal greco ακτίνα ('aktina', raggio) e λίθος ('lithos', pietra), per via della tipica forma fibroso-raggiata con la quale si presenta.

## Classificazione
La classica nona edizione della sistematica dei minerali di Strunz, aggiornata dall'Associazione Mineralogica Internazionale (IMA) fino al 2009, elenca l'actinolite nella classe "9. Silicati (germanati)" e nella sottoclasse "9.D Inosilicati"; questa è ulteriormente suddivisa in base alla struttura cristallina del minerale, in modo tale che l'actinolite possa essere trovata nella sezione "9.DE Inosilicati con catene doppie di periodo 2, Si4O11; clinoanfiboli" dove forma il sistema nº 9.DE.10.
Tale classificazione rimane pressoché invariata anche nell'edizione successiva, proseguita dal database "mindat.org" e chiamata Classificazione Strunz-mindat.
Nella Sistematica dei lapis (Lapis-Systematik) di Stefan Weiß l'actinolite si trova nella classe dei "silicati" e nella sottoclasse degli "inosilicati"; qui è nella sezione dei minerali con struttura "[Si4O11] a due bande 6-; gruppo degli anfiboli; Ca2-anfiboli" dove forma il sistema nº VIII/F.10.
Anche la classificazione dei minerali secondo Dana, usata principalmente nel mondo anglosassone, elenca l'actinolite nella famiglia dei "silicati"; qui è nella classe degli "inosilicati: catene doppie non ramificate, W=2" e nella sottoclasse degli "inosilicati: catene doppie non ramificate, configurazione anfibolo W=2" dove forma il "gruppo 2, anfiboli di calcio" con il sistema nº 66.01.03a.

## Abito cristallino
L'actinolite cristallizza nel sistema monoclino nel gruppo spaziale C2/m (gruppo nº 12) con i parametri di cella a = 9,891(1) Å, b = 18,200(1) Å, c = 5,305(1) Å e β = 104,64(1)°, oltre ad avere 2 unità di formula per cella unitaria.

## Origine e giacitura
L'actinolite è un minerale che deriva da metamorfismo regionale o di contatto di basso grado di rocce carbonatiche di magnesio, mafiche o ultramafiche, anche in scisti blu ricchi di glaucofane; la paragenesi è con albite, clorito, epidoto, glaucofane, lawsonite, pumpellyite e talco.
L'actinolite è un minerale comune ed è diffuso in molti siti sparsi per il mondo.

## Forma in cui si presenta in natura
L'actinolite si presenta come cristalli lamellari, di dimensioni fino a 15 cm; sono anche di aspetto colonnari, possono essere piegati o attorcigliati; sono tipicamente di aspetto da raggiati a asbestiformi e da granulari a massivi. Il minerale è da trasparente a traslucido con lucentezza da vitrea a serica; il colore è verde, verde-nero, grigio-verde o nero, mentre il colore del suo striscio è sempre bianco.

## Modificazioni e varietà
La nefrite è una varietà particolarmente compatta e tenace, con struttura microfibrosa, che viene lavorata e comunemente commercializzata come giada.
La bissolite è una varietà fibrosa, molto fine, che in Italia si rinviene nelle litoclasi del granito del Monte Bianco.

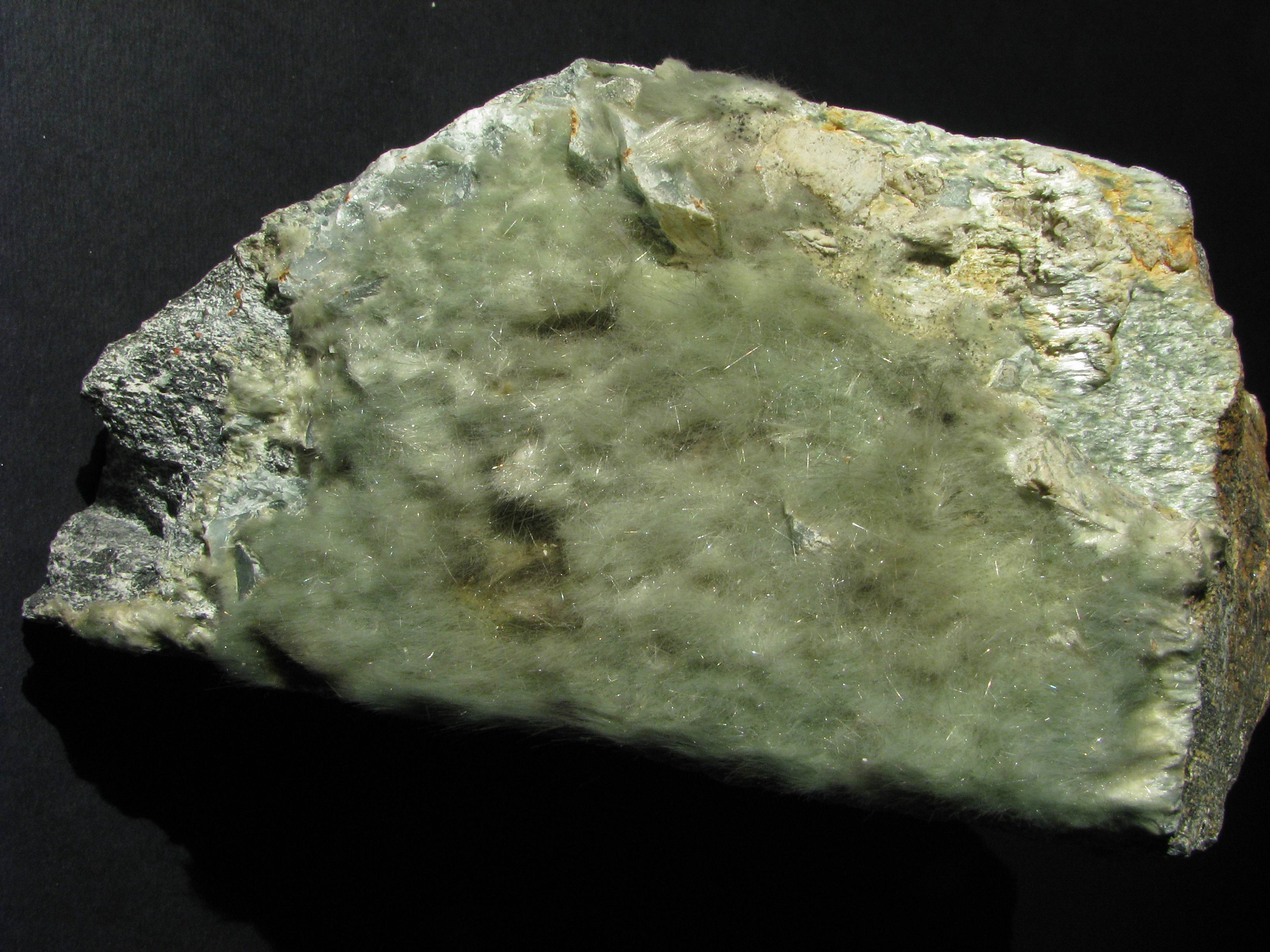
Bissolite - Miage, Monte Bianco, Italia
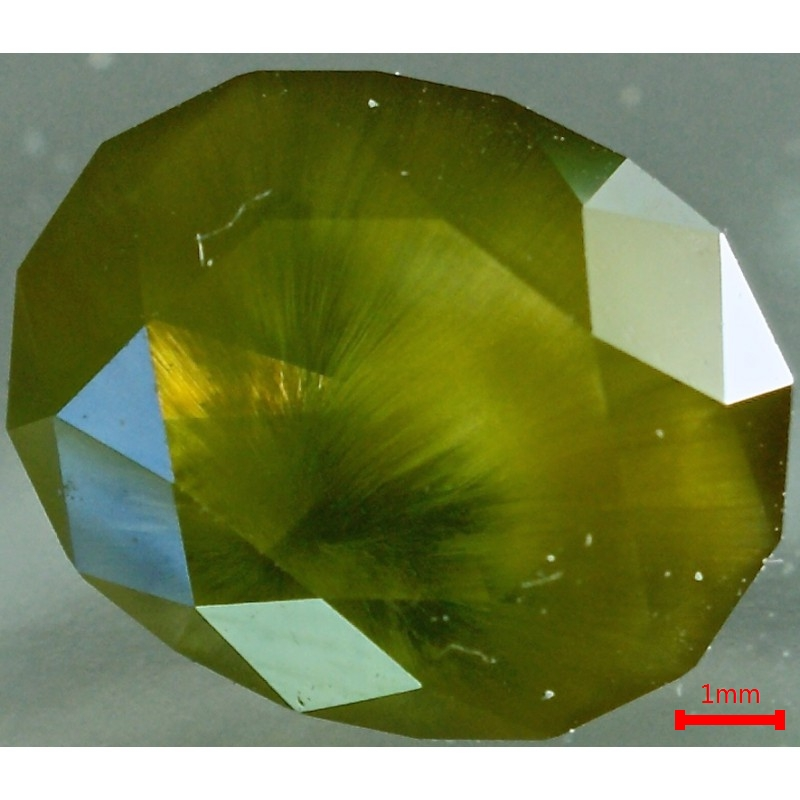
Bissolite al microscopio

## Utilizzi
Occasionalmente, l'actinolite viene tagliata in pietre preziose per i collezionisti. Le varietà chiare tendono a ricevere un taglio sfaccettato, mentre le varietà opache e soprattutto fibrose ricevono un taglio cabochon, che può produrre non solo una lucentezza serica, ma anche l'effetto ottico dell'occhio di gatto.
In quanto minerale di amianto, l'actinolite (numero CAS 77536-66-4) è una delle sostanze pericolose la cui produzione, immissione sul mercato o uso è limitata o vietata nell'Unione Europea ai sensi dell'allegato XVII del regolamento REACH.